# Steffen Bringmann
Steffen Bringmann, född den 11 mars 1964 i Leipzig, är en tysk före detta friidrottare som tävlade i kortdistanslöpning för Östtyskland.
Bringmanns främsta år som friidrottare var 1986. Han började året med att bli tvåa vid inomhus-EM på 60 meter. Senare samma år blev han tvåa vid EM i Stuttgart på 100 meter, slagen endast av britten Linford Christie. Vid samma mästerskap ingick han i det östtyska stafettlaget på 4 x 100 meter som slutade på andra plats.

## Personliga rekord
- 100 meter - 10,13 från 1986